# Sixties Scoop
Sixties Scoop (em francês: Rafle des années 60, também conhecido como The Scoop), foi um período no qual uma série de políticas foram implementadas no Canadá que permitiram às autoridades de assistência social à criança retirar – ou “apanhar” – crianças indígenas de suas famílias e comunidades para que fossem colocadas em Lar de acolhimento e, posteriormente, adotadas por famílias brancas. Apesar de seu nome fazer referência aos anos 1960, o Sixties Scoop teve início em meados do final dos anos 1950 e persistiu até os anos 1980.
Estima-se que, ao todo, 20.000 crianças indígenas foram retiradas de suas famílias e encaminhadas para lares de acolhimento ou adotadas – principalmente por famílias brancas de classe média – como parte do Sixties Scoop.
Cada província possuía programas de acolhimento e políticas de adoção distintas; Saskatchewan contava com o único programa direcionado de adoção transracial indígena, o Programa Adopt Indian Métis (AIM). O termo "Sixties Scoop" foi cunhado no início dos anos 1980 por assistentes sociais do Departamento de Bem-Estar Social da Colúmbia Britânica para descrever a prática de apreensão infantil adotada pelo seu próprio departamento. A expressão apareceu pela primeira vez na imprensa num relatório de 1983, encomendado pelo Conselho Canadense de Desenvolvimento Social, intitulado "Native Children and the Child Welfare System", no qual o pesquisador Patrick Johnston apontou a origem do termo e passou a utilizá-lo. É semelhante ao termo "Baby Scoop Era", que se refere ao período do final dos anos 1950 aos anos 1980, no qual um grande número de crianças foi retirado de mães solteiras para adoção.
As políticas governamentais que levaram ao Sixties Scoop foram descontinuadas em meados dos anos 1980, após líderes de Ontario terem aprovado resoluções contrárias a elas e um inquérito judicial em Manitoba ter as condenado severamente. O juiz-adjunto-chefe Edwin C. Kimelman presidiu o inquérito em Manitoba, que resultou na publicação de "No quiet place / Review Committee on Indian and Metis Adoptions and Placements", mais conhecido como o "Kimelman Report".
Múltiplas ações judiciais foram intentadas no Canadá por antigos enteados do Sixties Scoop, incluindo uma série de ações coletivas ajuizadas em cinco províncias, como a movida na British Columbia em 2011. A chefe da Beaverhouse First Nation, Marcia Brown Martel, foi a principal reclamante na ação coletiva movida em Ontario em 2009. Em 14 de fevereiro de 2017, o juiz do Tribunal Superior de Ontário, Edward Belobaba, decidiu que o governo era responsável pelos danos causados pelo Sixties Scoop; e, em 6 de outubro de 2017, foi anunciado um acordo de acordo de 800 milhões de dólares para o caso Martel. Como os povos Métis e indígenas sem status das Primeiras Nações estão atualmente excluídos do acordo, a National Indigenous Survivors of Child Welfare Network – um grupo liderado por sobreviventes do Sixties Scoop sediado em Ottawa – tem defendido que o acordo seja rejeitado, a menos que inclua todos os povos indígenas que foram retirados de seus lares e adotados à força.

## História

### Contexto: Escolas residenciais e a expansão da assistência social à criança
O início do Sixties Scoop coincidiu com as famílias indígenas lidando com as consequências do projeto das escolas residenciais, que teve resultados negativos em suas condições sociais, econômicas e de vida. O sistema escolar permaneceu em vigor até 1996, quando a última escola foi encerrada. O sistema de escolas residenciais do Canadá foi implementado pelo governo federal e administrado por diversas igrejas. Seu objetivo era retirar crianças indígenas de suas casas e reservas, a fim de lhes transmitir valores euro-canadenses e cristãos. As políticas proibiam que as crianças falassem suas próprias línguas, tivessem contato com suas famílias ou reconhecessem sua cultura de qualquer forma.
Sobreviventes das escolas residenciais têm relatado abusos físicos, espirituais, sexuais e psicológicos perpetrados pelos funcionários dessas instituições. O impacto cultural duradouro nas famílias e comunidades das Primeiras Nações, Métis e Inuítes tem sido generalizado.
O Sixties Scoop caracterizou uma era de proteção à criança no Canadá, entre o final dos anos 1950 e o início dos anos 1980, na qual o sistema de assistência social retirava, em grande número, crianças indígenas de suas famílias e comunidades para que fossem colocadas em lares de acolhimento não indígenas ou em famílias adotivas, instituições e escolas residenciais. Esse processo foi ainda precipitado pela introdução de serviços de proteção à criança em reservas, onde assistentes sociais argumentavam que as crianças indígenas não recebiam os mesmos serviços oferecidos às crianças não indígenas pelos serviços sociais provinciais.

### Políticas
Durante o Sixties Scoop, crianças foram apreendidas à força de suas terras e comunidades indígenas por períodos prolongados, frequentemente sem o conhecimento ou o consentimento de suas famílias ou tribos. Irmãos eram, muitas vezes, intencionalmente encaminhados para regiões distintas a fim de eliminar qualquer possibilidade de comunicação entre eles e suas famílias. Essas crianças não tinham permissão para conhecer sua verdadeira nacionalidade, história ou família. Quando uma criança desejava conhecer sua identidade cultural, era necessário obter o consentimento de seus pais biológicos. Como o governo assegurava a ausência de vínculo entre as crianças e sua família biológica, elas jamais conseguiam acessar seus registros de nascimento. Dessa forma, embora suspeitassem de sua herança cultural, não podiam confirmá-la ou negá-la por meio de qualquer evidência.

### Aumento nas apreensões
O governo canadense começou a encerrar o sistema obrigatório de escolas residenciais nas décadas de 1950 e 1960, mas as autoridades acreditavam que as crianças indígenas se beneficiariam de uma educação mais adequada no sistema público. De acordo com um resumo:
Essa transição para os serviços provinciais levou a uma emenda da Indian Act em 1951, que permitiu à província fornecer serviços a pessoas indígenas onde anteriormente não existiam serviços federais. Em 1951, 29 crianças indígenas estavam sob cuidados provinciais na Colúmbia Britânica; em 1964, esse número havia aumentado para 1.466. Crianças indígenas, que anteriormente representavam apenas 1% de todas as crianças sob cuidados, passaram a compor pouco mais de 34%.
A Comissão de Verdade e Reconciliação do Canadá – componente do Acordo de Compensação das Escolas Residenciais Indígenas – foi mandatada a documentar as experiências de crianças indígenas em escolas residenciais e a compartilhar a verdade dos sobreviventes, de suas famílias e comunidades com todos os canadenses. Segundo o relatório final da comissão, publicado em 2015:
Ao final dos anos 1970, a transferência de crianças das escolas residenciais estava quase completa no sul do Canadá, e o impacto do Sixties Scoop já se fazia sentir em todo o país.

### Resistência
As Primeiras Nações lutaram consistentemente para resistir a essas políticas de várias maneiras, incluindo por meio dos tribunais (Natural Parents v. Superintendent of Child Welfare, 1976, 60 D.L.R. 3rd 148 S.C.C) e através de suas próprias políticas – como a ordem interna da Spallumcheen Indian Band para organizar seu próprio programa de proteção à criança –, com graus variados de sucesso.
As comunidades das Primeiras Nações responderam à perda de suas crianças e ao consequente genocídio cultural reapropriando crianças cujas adoções fracassaram e trabalhando para retomar o controle sobre as práticas de proteção à criança relativas aos seus filhos, iniciativa que teve início em 1973 com o acordo de proteção à criança dos Blackfoot (Siksika) na Alberta. Existem cerca de 125 agências de Serviço à Criança e Família das Primeiras Nações no Canadá, que operam através de um conjunto fragmentado de acordos que lhes conferem autoridade do governo provincial para oferecer serviços e financiamento do governo federal.

## Programa Adopt Indian Métis
Financiado pelos governos canadense e de Saskatchewan, o Programa Adopt Indian Métis (AIM) foi criado para promover a adoção de crianças das Primeiras Nações por famílias brancas de classe média, em 1967. O projeto foi iniciado por Otto Driedger, que posteriormente se tornou Diretor de Assistência Social à Criança de Saskatchewan, e por Frank Dornstauder. O AIM foi o único programa direcionado de Adoção transracial indígena no Canadá.
CBC News produziu um segmento televisivo sobre o AIM após o primeiro ano do projeto, em maio de 1968. O segmento mostrava diversas crianças indígenas e Métis brincando, enquanto o repórter, Craig Oliver, informava que aquelas representavam apenas algumas das centenas de crianças das Primeiras Nações, com idades de seis semanas a seis anos, que necessitavam de lares. Ele relatou que o número de crianças dessas comunidades disponíveis para adoção havia aumentado devido ao crescimento dos nascimentos fora do casamento e às dissoluções matrimoniais entre indígenas e Métis. O governo vinha acolhendo cerca de 200 crianças por ano como dependentes do Estado e enfrentava dificuldades para encontrar lares permanentes para elas. O noticiário apresentou o programa AIM como uma solução para o problema, enfatizando seus resultados ao colocar 100 crianças – incluindo vários grupos familiares – em seu primeiro ano.
Quando a CBC News exibiu o segmento, todas as crianças permaneciam em seus lares adotivos. O programa anunciava a disponibilidade das crianças indígenas e Métis para adoção por meio de uma campanha de marketing com anúncios em rádio, televisão e jornais. As grandes fotografias das crianças, veiculadas em jornais provinciais com os anúncios do AIM, eram consideradas o aspecto mais eficaz na aproximação com famílias interessadas. O programa também prometia adoções rápidas, com a conclusão do processo em até 10 semanas.
O programa original do AIM durou até 1969 e resultou em um aumento no interesse por adoções transraciais. Em 1970, o foco do programa foi ampliado para incluir todas as crianças, embora continuasse havendo uma sobre-representação das crianças indígenas, devido ao elevado número de crianças retiradas das comunidades por assistentes sociais em Saskatchewan. Por exemplo, em 1969, enquanto indígenas e Métis representavam apenas 7,5% da população de Saskatchewan, suas crianças correspondiam a 41,9% de todas as crianças sob acolhimento na província.
Em 1971, a Sociedade Métis de Saskatoon formou um Comitê de Lar de Acolhimento Métis, liderado por Howard Adams, Phyllis Trochie, Nora Thibodeau e Vicki Raceme. O objetivo do comitê era contestar o programa AIM e estudar a criação de um programa de lares de acolhimento controlado pelos Métis. Seus líderes viam o AIM como prejudicial às crianças, aos pais e à comunidade Métis, afirmando que a campanha publicitária do AIM era racista – pois implicava que os pais Métis eram incapazes de cuidar de seus filhos, retratava as crianças indígenas como inferiores e indesejadas e sugeria que qualquer família branca poderia ser aceita para adoção.
Um segmento da CBC News, em 1971, apresentado pelo repórter John Warren, afirmou que 500 crianças haviam encontrado lares permanentes por meio do AIM. Um representante do AIM, cuja identidade não foi revelada, afirmou a Warren que o aumento das adoções de crianças indígenas e Métis não se devia tanto a preconceitos preexistentes, mas sim ao maior conhecimento da disponibilidade dessas crianças para adoção – acrescentando que 170 crianças, de até 10 anos, necessitavam de lares. Além disso, o representante enfatizou que, quatro anos antes, "crianças de origem indígena" representavam apenas 1 em cada 10 das crianças adotadas em Saskatchewan, enquanto, nos dois anos anteriores, correspondiam a 1 em cada 4 das adoções na província. Ele ainda expressou a esperança de que, mesmo que não fosse o objetivo principal do programa, o AIM ajudasse pessoas de diferentes raças a compreenderem umas às outras. Em seu relatório, Warren também mencionou que líderes indígenas criticavam o AIM como uma tentativa de integração e estavam redigindo reclamações a serem apresentadas aos governantes federais e provinciais.
Uma série de podcasts da CBC Radio, Missing and Murdered: Finding Cleo, explora em profundidade a experiência da menina Cree Cleopatra (Cleo) Nicotine Semaganis. Em 1974, aos nove anos, Cleo foi retirada de sua família em Saskatchewan como parte do AIM. A família jamais a viu novamente e passou a questionar o que havia ocorrido com ela. O site da série inclui imagens dos anúncios de jornal do AIM, contendo fotografias, dados pessoais e informações de saúde sobre as crianças indígenas e Métis disponíveis para adoção. Também consta um memorando interno, datado de 25 de setembro de 1973, do diretor do AIM, G. E. Jacob, que recomendava, como reconhecimento, a entrega do Prêmio de Mérito à supervisora em North Battleford, Saskatchewan, Sra. D. Wilson, pelo número de crianças que ela fez entrar na custódia da província e torná-las elegíveis para adoção.

## Números envolvidos
Em 1977, aproximadamente 15.500 crianças indígenas estavam sob os cuidados das autoridades de proteção à criança, de acordo com dados do Assuntos Indígenas e do Norte, Health and Welfare Canada, Statistics Canada e dos departamentos provinciais de serviços sociais. Essas crianças representavam 20% de todas as crianças canadenses sob cuidados, embora as indígenas correspondessem a menos de 5% do total.
Em 1983, Patrick Johnston, então diretor de programa do Conselho Canadense de Desenvolvimento Social, cunhou o termo "Sixties Scoop" em um relatório sobre assistência social indígena, intitulado "Native Children and the Child Welfare System". Sua pesquisa mostrou que as crianças indígenas estavam sendo retiradas de forma desproporcional para o sistema de proteção à criança.
Durante sua pesquisa, Johnston coletou dados estatísticos de diversos atores da comunidade, incluindo diferentes níveis de governo, organizações indígenas e conselhos tribais. Foi de uma assistente social – que relatou, com lágrimas nos olhos, que era prática comum na Colúmbia Britânica, na metade dos anos 1960, "apanhar" quase todas as crianças recém-nascidas de suas mães em reservas – que ele teve a ideia do termo "Sixties Scoop".
A proporção de crianças indígenas sob cuidados era de 40–50% em Alberta; 60–70% em Saskatchewan; e 50–60% em Manitoba. Segundo a Aboriginal Justice Implementation Commission, "Johnston estimou que, em todo o Canadá, crianças indígenas tinham 4,5 vezes mais probabilidade de estar sob os cuidados das autoridades de proteção à criança do que crianças não indígenas." Relatos semelhantes foram apresentados por outros especialistas.
A maioria das crianças retiradas pelos assistentes sociais não retornava às suas comunidades. Um estudo de 1980 do Conselho Canadense de Desenvolvimento Social constatou que 78% das crianças das Primeiras Nações com status que foram adotadas foram colocadas em famílias não indígenas.
Raven Sinclair, professora associada na University of Regina e membro da Gordon First Nation, escreveu o artigo Identity Lost and Found: Lessons from The Sixties Scoop, no qual discute o contexto mais amplo do termo:
 Ao mesmo tempo em que nos alarmamos com as estatísticas, é importante reconhecer que o Sixties Scoop não foi um programa ou política específica de proteção à criança. Ele designa apenas um segmento de um período mais amplo na história da assistência social indígena em que, devido à prevalência de apreensões e adoções questionáveis, foi necessário criar um rótulo. O "Sixties Scoop" evoluiu como um descritor que passou a englobar toda a era da assistência social indígena, definida de forma simplista aqui como o período que vai do declínio das escolas residenciais até o início dos anos 1980, época em que ocorreu a devolução da proteção à criança e os últimos fechamentos das escolas residenciais indígenas... O assistente social branco, seguindo os passos do missionário, do padre e do agente indígena, estava convencido de que a única esperança de salvação para os povos indígenas residia na remoção de suas crianças.

## Relatório Kimelman
Um inquérito judicial sobre o "Sixties Scoop" em Manitoba foi presidido pelo juiz-adjunto-chefe Edwin C. Kimelman. O inquérito resultou, em 1985, na publicação de "No quiet place / Review Committee on Indian and Metis Adoptions and Placements", mais conhecido como o "Kimelman Report".

O Relatório Kimelman foi uma crítica contundente tanto ao sistema de proteção à criança existente em Manitoba quanto às práticas de seus assistentes sociais e agências:
Ao contrário, acredita-se que cada nível de pessoal no sistema de proteção à criança esteve isento de qualquer exame por tanto tempo que a menor crítica foi interpretada como negativa.
 O relatório apresentou as seguintes acusações contra as políticas de proteção à criança na província:
Os indígenas de Manitoba alegaram que a interpretação do termo "melhor interesse da criança" estava contaminada por um viés cultural em um sistema dominado por trabalhadores brancos de classe média, membros de conselhos administrativos, administradores, advogados e juízes. Também afirmaram que, na aplicação da legislação, muitos fatores de extrema importância para os indígenas foram ignorados, mal interpretados ou simplesmente não reconhecidos pelo sistema de proteção à criança.
 Constatou-se que as agências não indígenas de Manitoba frequentemente exigiam que mães indígenas solteiras vivessem sozinhas – em oposição aos arranjos familiares multigeracionais tradicionais – como condição para reaver a custódia de seus filhos.
Essa exigência vai de encontro aos padrões indígenas de cuidado infantil. Na tradição indígena, reconhece-se que uma jovem mãe necessita ser amparada. Avós, tios e tias estão dispostos a dividir os desafios e as alegrias de criar o novo membro da família. Exigir que a mãe se afaste do apoio familiar justamente quando mais necessita dele é irrealista e cruel.
 Alterações na filiação na nova Indian Act também impediram que mães indígenas solteiras vivessem com seus filhos em reservas e complicaram a colocação com familiares. Mães que optavam por permanecer em reservas com seus filhos tinham de comprovar, primeiramente, que o pai possuía Indian status; além disso, crianças de mães indígenas não casadas frequentemente não podiam ser colocadas com famílias em reservas devido às mesmas restrições de filiação.
O Relatório Kimelman apresentou 109 recomendações para abordar questões que iam desde a sensibilidade cultural até a preservação dos vínculos familiares, treinamento formal para profissionais, reestruturação do sistema e acesso informatizado aos registros. O relatório chegou a referir a remoção das crianças como um "genocídio cultural". Um relatório de acompanhamento, publicado em 1989 no Canadian Journal of Native Studies pela Federação Métis de Manitoba, indicou que a situação não havia melhorado – e, em certos aspectos, havia se tornado ainda mais problemática para as crianças Métis.
Deanna Reder, professora associada Cree-Métis dos Departamentos de Estudos das Primeiras Nações e de Inglês na Simon Fraser University, afirmou em sua tese de doutorado de 2007 que adultos adotados, afetados por essas políticas, passaram a relatar perdas significativas – como o extravio de sua identidade cultural, o distanciamento de suas famílias biológicas, a impossibilidade de acesso aos históricos médicos e, para crianças com status indígena, a perda do próprio status.

## Efeitos a longo prazo
A Comissão de Verdade e Reconciliação do Canadá (TRC) documentou as experiências de crianças indígenas que foram separadas de suas famílias e encaminhadas para escolas residenciais pelo governo. Os comissários do TRC, incumbidos de compartilhar esse conhecimento com todos os canadenses, abordaram a proteção à criança nos primeiros cinco dos 94 chamados à ação presentes em seu relatório final, publicado em 2015. Esse relatório trata dos efeitos tanto do Sixties Scoop quanto das escolas residenciais sobre as comunidades indígenas:
Os efeitos das escolas residenciais e do Sixties Scoop sobre os povos indígenas e suas famílias resultaram em traumas geracionais e históricos que afetaram negativamente as habilidades parentais, os valores sociais, as condições econômicas e o sucesso futuro. Esse trauma provocou elevadas taxas de suicídio, homicídio, depressão, abuso de substâncias, alcoolismo, abuso infantil, violência doméstica, conflitos de identidade e outros problemas sociais. Esses fatores, combinados com atitudes preconceituosas em relação às habilidades parentais indígenas e a tendência de encarar a pobreza indígena como sintoma de negligência – e não como consequência de políticas governamentais falhas que ocasionaram taxas desproporcionais de apreensão de crianças entre os povos indígenas – agravaram esse quadro.
 Segundo Shandel Valiquette, “[Nas] escolas residenciais, aprenderam que os adultos frequentemente exercem poder e controle por meio do abuso. As lições aprendidas na infância frequentemente se repetem na vida adulta, resultando no fato de que muitos sobreviventes do sistema de escolas residenciais acabam por infligir abusos em seus próprios filhos.” Estereótipos sobre os povos indígenas levam os assistentes sociais a retirarem as crianças de seus lares com maior celeridade. Estereótipos envolvendo vícios nas Primeiras Nações são frequentemente reiterados sem a devida discussão sobre o trauma gerado por políticas governamentais como o Sixties Scoop.
O impacto negativo de separar crianças de suas famílias não pode ser subestimado. Essa prática de subtrair crianças de seus ambientes culturais ocasionou a destruição das estruturas sociais e políticas, tão características das comunidades indígenas, e interrompeu a transmissão de saberes – transmitidos por meio das histórias, dos valores familiares e da valorização dos anciãos – essenciais à identidade desses grupos. Como consequência, muitas crianças que passaram pelo Sixties Scoop tiveram sua identidade grupal e conhecimento cultural subtraídos.
Os efeitos decorrentes do Sixties Scoop ainda são um problema na prestação de serviços de proteção à criança para as comunidades indígenas no Canadá. O pesquisador Chris Walmsley observou, em Protecting Aboriginal Children (2011), que alguns assistentes sociais se veem numa relação de alienação similar com as comunidades. Walmsley citou um caso bastante divulgado, no qual 71 crianças foram retiradas de uma comunidade em 1998 (embora nem todas fossem indígenas). Um trabalhador de cuidados infantis indígena afirmou: "para mim, foi muito chocante... isso me lembrou o Sixties Scoop, quando crianças em reservas eram retiradas sem que seus pais soubessem." Walmsley comentou que "a condição de vitimização se recria na comunidade sempre que um assistente social desce de paraquedas, faz uma breve avaliação e parte levando todas as crianças em risco. Essa prática muitas vezes reativa em suas mentes a lembrança do sixties scoop."
Walmsley ressaltou, entretanto, que existe um problema inverso, em que crianças indígenas sob cuidados são frequentemente "descarregadas" em comunidades que não dispõem de recursos para atendê-las, agravando os problemas em comunidades já frágeis ao inserir crianças com dificuldades que não possuem vínculos significativos além da etnia.
A seguir, apresenta-se a tradução integral do texto para o português do Brasil, adaptada ao estilo da Wikipédia:
---
Um estudo de 2011 do Estatísticas do Canadá constatou que 14.225, ou 3,6 %, de todas as crianças das Primeiras Nações com 14 anos ou menos estão sob cuidados de acolhimento familiar, comparados a 15.345, ou 0,3 %, de crianças não indígenas.
Os 1,4 milhão de povos indígenas do Canadá – compostos pelas Primeiras Nações, Inuit e Métis – vivenciam de maneira desproporcional condições de vida precárias e um sistema educacional deficiente, entre outras questões. Um estudo de 2016 do Centro Canadense para Alternativas de Políticas constatou que 51 % das crianças das Primeiras Nações vivem na pobreza. Esse percentual sobe para 60 % entre as crianças das Primeiras Nações que vivem em reservas, com taxas de pobreza atingindo 76 % em Manitoba e 69 % em Saskatchewan para essas crianças. O estudo registrou taxas de pobreza de 30 % para crianças das Primeiras Nações sem status, 25 % para crianças Inuit e 23 % para crianças Métis. (O Canadá apresenta uma taxa geral de pobreza infantil de 18 %, posicionando-o em 27º entre os 34 países da Organização para a Cooperação e Desenvolvimento Econômico.)
Alguns pais adotivos tentaram incorporar a cultura indígena das crianças durante sua criação, mas os efeitos decorrentes da colocação física dessas crianças no sistema de acolhimento familiar continuaram a impactá-las negativamente. Um exemplo específico de como o Saque dos Anos Sessenta afetou crianças ao longo de suas vidas é o caso de Rose Henry. Ela foi colocada na casa de seus pais adotivos aos 8 anos, após ser apreendida por autoridades do governo canadense em 1966. A mãe de acolhimento compreendeu a extrema necessidade que Rose tinha de manter contato com seus pais biológicos. Durante todo o período de dez anos em que permaneceu com sua família acolhedora, estes se certificaram de que ela tivesse algum tipo de interação com sua família biológica. Infelizmente, Rose acabou ficando sem-teto devido aos impactos duradouros do Saque dos Anos Sessenta. Ela se sentia dividida entre suas duas identidades, sem saber em qual grupo se encaixava. Explicou que "Passar pelo Scoop me deixou me perguntando a qual mundo ou cultura eu pertencia: canadense branco ou comunidade das Primeiras Nações. Eu estava dividida entre os dois. Isso teve um efeito muito prejudicial em mim; a sociedade me dizia: você é marrom por fora e branca por dentro (já que fui criada em uma casa branca). Eu estava confusa e perdida, e foi esse caminho que, em última análise, me levou para a vida nas ruas."
Em outros casos, pais adotivos ou de acolhimento mentiam para as crianças, afirmando que elas eram italianas ou francesas. Esse foi mais um exemplo de como se promovia a desconexão dessas crianças de sua cultura, na tentativa de executar um genocídio cultural. Tal prática agravou ainda mais a luta pela identidade própria dos povos das Primeiras Nações, afetando-os até os dias atuais.
Cindy Blackstock PhD, diretora executiva da Sociedade de Cuidado Infantil e Familiar das Primeiras Nações do Canadá e professora na Escola de Serviço Social da Universidade McGill, afirma que o financiamento destinado aos serviços infantis e familiares nas reservas é insuficiente. Ela sustenta que os valores repassados pelo governo canadense equivalem a uma forma de discriminação contra as crianças das Primeiras Nações. Documentos do governo canadense corroboram as alegações de Blackstock, demonstrando que as agências indígenas recebem entre 22 % e 34 % a menos de recursos do que as agências provinciais.
A organização de Blackstock e a Assembleia das Primeiras Nações, uma entidade política que representa todas as Primeiras Nações do Canadá, levaram essa preocupação à Comissão Canadense de Direitos Humanos em 2007. A denúncia, que alegava que o governo canadense mantinha um padrão de longa data de fornecer menos financiamento governamental para os serviços de bem-estar infantil destinados às crianças das Primeiras Nações em reservas do que o destinado às crianças não indígenas, foi encaminhada ao Tribunal Canadense de Direitos Humanos.
O tribunal decidiu, em janeiro de 2016, que a falha do governo canadense em oferecer serviços de bem-estar infantil equitativos e culturalmente fundamentados a 165.000 crianças das Primeiras Nações constituía discriminação.
tomar medidas razoáveis para evitar que crianças indígenas em reserva, em Ontário, que foram colocadas sob os cuidados de pais adotivos ou de acolhimento não indígenas, percam sua identidade indígena.
O Saque dos Anos Sessenta ocorreu e causou grande dano … A evidência incontestável dos peritos dos autores é que a perda de sua identidade indígena deixou as crianças fundamentalmente desorientadas, com uma capacidade reduzida para levar vidas saudáveis e plenas. A perda da identidade indígena resultou em transtornos psiquiátricos, abuso de substâncias, desemprego, violência e inúmeros suicídios.
A Ministra dos Assuntos Indígenas, Carolyn Bennett, afirmou, em entrevistas após o anúncio do resultado, que o Canadá não apelaria da decisão.
Em 6 de outubro de 2017, foi anunciado um acordo no valor de US$ 800 milhões. O acordo fornecerá, para crianças das Primeiras Nações e Inuit com status que foram adotadas fora de suas famílias e comunidades, uma compensação entre US$ 25.000 e US$ 50.000, conforme o número de reclamantes que se manifestarem. Além disso, será constituído um fundo de dotação de US$ 50 milhões para uma Fundação de Cura Indígena. Crianças das Primeiras Nações sem status e pessoas Métis não receberão compensação no âmbito do acordo.

Jeffery Wilson, advogado principal dos reclamantes, comentou sobre o acordo:
Nunca antes na história uma nação reconheceu, desta forma, o direito das crianças às suas identidades culturais, bem como a responsabilidade do governo de fazer tudo o que estiver ao seu alcance para proteger a identidade cultural das crianças sob sua tutela.
Centenas de reivindicações foram rejeitadas e podem ser recorridas, caso sejam apresentadas novas provas. Como parte do Saque dos Anos Sessenta, Debbie Paul foi retirada de uma escola residencial canadense por uma freira e colocada com uma família nos Estados Unidos, onde cursou um ano letivo. Sua reivindicação por compensação foi rejeitada com a justificativa "unable to confirm that you were placed in long-term care with non-indigenous parents". Após ter sua reivindicação negada, com o auxílio de uma jornalista, ela viajou até a cidade nos Estados Unidos onde havia vivido e conseguiu obter seus registros escolares – que, anteriormente, ela havia tentado sem sucesso obter – os quais indicavam como tutor o nome de um dos pais da família com a qual havia sido colocada. Obter esses registros representou um momento emocionante para ela. Não se tratava de dinheiro; tratava-se de ser acreditada. Finalmente, ela obteve prova de que sua história era verdadeira, o que a colocou em posição de recorrer de sua reivindicação. Ter uma reivindicação rejeitada soma um fardo emocional ao trauma original de ter sido separada da família.

## Desenvolvimentos sociais semelhantes em outros países
Na Austrália, uma política semelhante retirou crianças aborígenes e das Ilhas do Estreito de Torres de suas famílias e as colocou em orfanatos, casas de acolhimento ou com pais adotivos não aborígenes. Essas crianças são, por vezes, denominadas Gerações Roubadas. Políticas semelhantes afetaram mães solteiras de ascendência europeia.
Nos Estados Unidos, de acordo com a National Indian Child Welfare Association (NICWA), entre 25 % e 35 % das crianças nativas em todo o país estavam sendo retiradas de suas famílias em 1978. Uma legislação federal abrangente que estabelece padrões para os processos de guarda de menores, a Lei do Bem-Estar Infantil Indígena (ICWA), foi adotada naquele ano. A ICWA determina que, quando um dos pais de uma criança nativo-americana falece, devem ser envidados esforços exaustivos para reunir a criança com o pai sobrevivente ou outros parentes. As crianças só são colocadas com famílias não nativas quando não há um lar de acolhimento nativo – de preferência, pertencente à tribo da criança – disponível. Um termo semelhante, Era do Baby Scoop, refere-se a um período que se iniciou após o fim da Segunda Guerra Mundial e perdurou até 1972, caracterizado por um aumento nas taxas de gravidez fora do casamento, bem como por uma maior incidência de adoção forçada na população não indígena.
Na década de 1950, houve outra remoção direcionada de crianças de suas famílias e comunidades no Canadá. Os filhos de um grupo marginal de russos Doukhobors na Colúmbia Britânica, conhecidos como Freedomites ou Filhos da Liberdade, foram retirados pelas autoridades canadenses.